# افتادن روی نارنجک
افتادن روی نارنجک (انگلیسی: Falling on a grenade) عمل عمدی استفاده از بدن برای پوشاندن یک فیوز (مواد منفجره) نارنجک، جذب انفجار و تکه‌تکه شدن در تلاش برای نجات جان دیگران در نزدیکی است. از آنجایی که افتادن روی نارنجک تقریباً در سطح جهانی کشنده است، به عنوان یک عمل آشکار و فداکارانه از خودگذشتگی فردی در زمان جنگ تلقی می‌شود. در تاریخ نظامی ایالات متحده آمریکا، بیش از هر اقدام دیگری برای نشان افتخار (آمریکا)، بالاترین نشان نظامی کشور، برای افتادن روی نارنجک برای نجات رفقا اعطا شده‌است.
چنین عملی می‌تواند موجب کشته شدن نشود: در جنگ جهانی دوم، سپاه تفنگداران دریایی ایالات متحده آمریکا Jack Lucas، در نبرد ایوو جیما، بر روی یک نارنجک دشمن، خود را پرت کرد و آن را با تفنگ خود در خاکستر آتشفشانی و ماسه نرم فروکرد و با بدنش آن را پوشاند، در حالی که دستش را دراز می‌کند و نارنجک دیگری را زیر خود می‌کشد. یک نارنجک منفجر شد و او به شدت مجروح شد و نارنجک دیگر منفجر نشد. لوکاس پس از آن زندگی کرد، اما بقیه عمرش را با بیش از ۲۰۰ قطعه ترکش در بدنش
گذراند.
در ۲۱ نوامبر ۲۰۱۰، در مارجه، ولایت هلمند، افغانستان در حمایت از عملیات آزادی بلندمدت، سردار نیروی دریایی ایالات متحده Kyle Carpenter خود را بر یک نارنجکی که برای نجات یک تفنگدار دریایی بر روی پشت بام پرتاب شد و از ناحیه صورت و بازوی راست وی آسیب دید و چشم راست خود را از دست داد. او از این زخم‌ها جان سالم به در برد. با وجود این موارد نادر، شانس بقا بسیار اندک است. با این حال، با طب مدرن، در مقایسه با افتادن بر روی یک نارنجک در قرن بیستم، شانس بسیار افزایش پیدا کرده‌است.